# Panzenberg

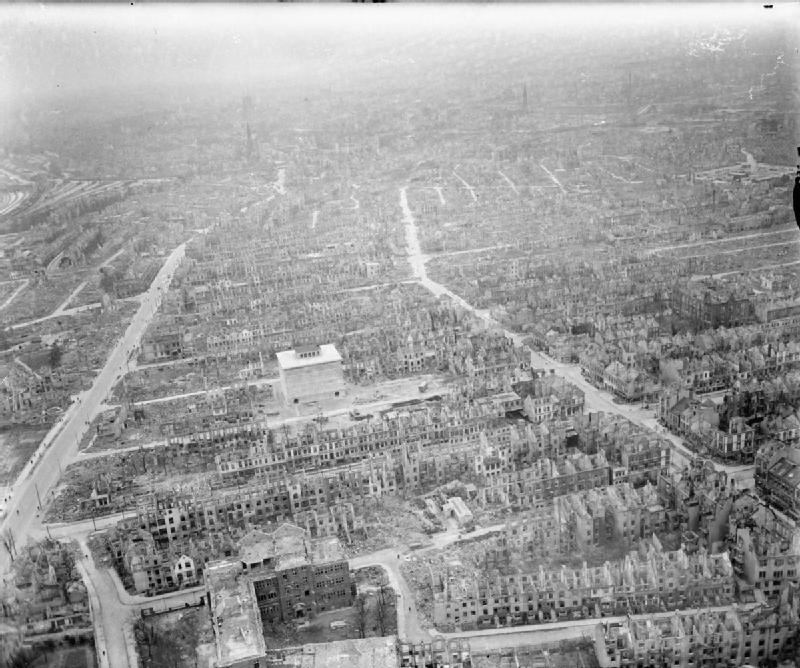
1945: Zerstörtes Walle; Blick nach Südosten Richtung Zentrum

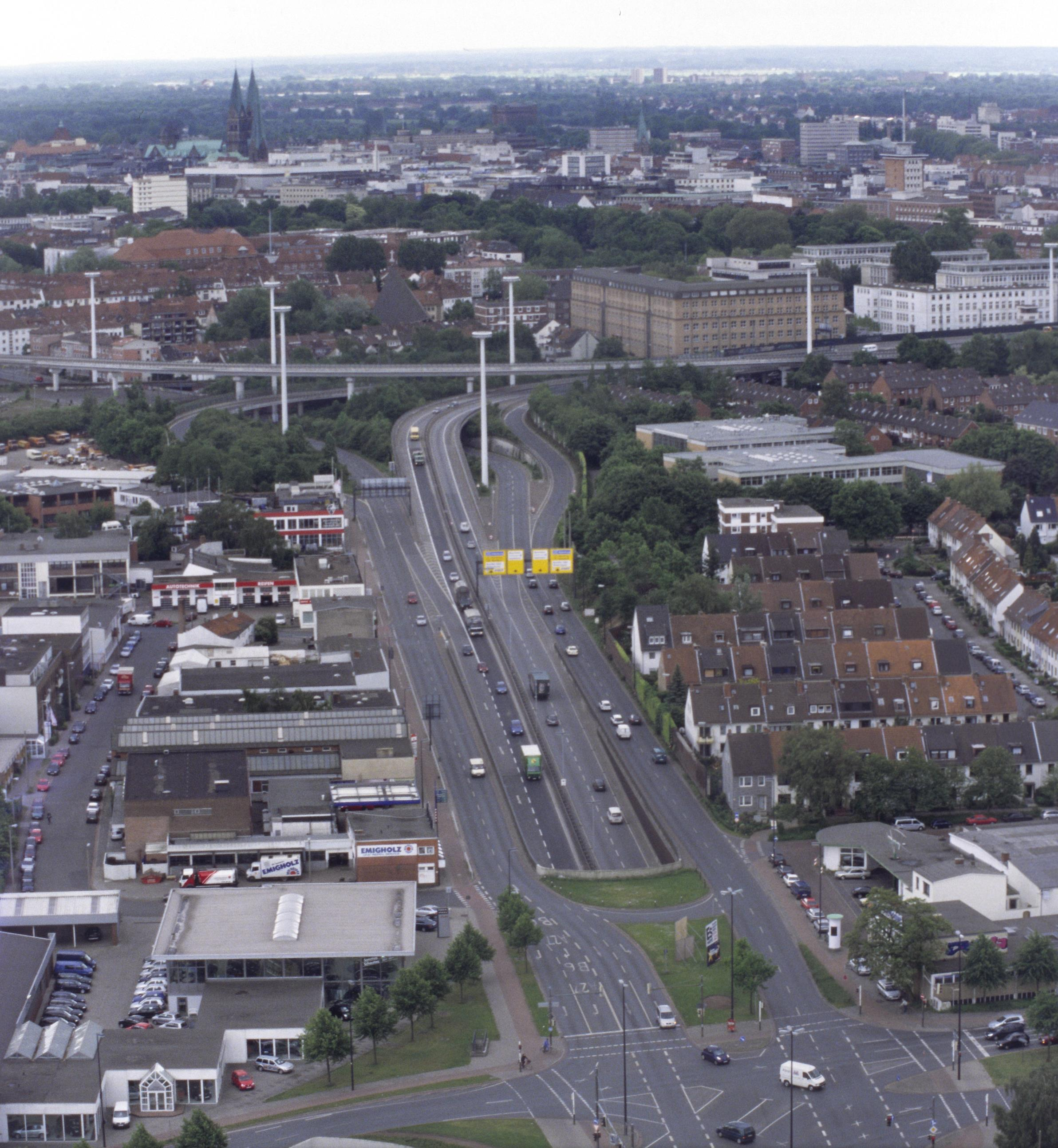
2004: Quartier, Utbremer Straße

Der Panzenberg in Bremen ist ein Quartier im Stadtteil Walle, Ortsteil Utbremen.

## Geschichte
Westlich der Doventorstraße, außerhalb („ut Bremen“) der Altstadt von Bremen, befand sich ein Dünenhügel, als Teil der Bremer Düne. Hier hatte sich im 18. Jahrhundert eine Abdeckerei angesiedelt. Es wird vermutet, dass der Name Panzenberg sich deshalb von dem Pansen (Vormägen von Rindern) ableitet, der ein größeres Abfallprodukt der Abdeckerei war. Schon im 18. Jahrhundert wurde ein Platz als Panzenberg bezeichnet, der von den Straßen vorm Doven Thor („taube“ Tor), der Düsterstraße und der Utbremer Straße gebildet wurde. Am Anfang des 19. Jahrhunderts standen nur 14 weitere Wohnhäuser. 1890 stand hier das Polizeibüro des III. Distrikts sowie eine Gastwirtschaft, eine Stuhlrohrfabrik, Handwerksbetriebe und eine Getreidehandlung. Der Panzenberg mit seinen zwei- und dreigeschossigen Gebäuden war in den 1920er Jahren die zentrale Drehscheibe im vorderen Utbremen. Von der Kreuzung führten die Hemmstraße nach Findorff, die Düsternstraße Richtung Hauptbahnhof und über den Doventorsteinweg verlief die ursprüngliche Verbindung von der Stadt nach Burg. Der Haferkamp war die Verbindung zur Nordstraße. 1944 wurde das Gebiet vollständig zerbombt.
Ab um 1953 begann der Wiederaufbau im Bremer Westen, auch zwischen Hans-Böckler-Straße / Doventorcontrescarpe und Landwehrstraße / Utbremer Straße sowie Bürgermeister-Hildebrand-Straße und Nordwestknoten / An der Weserbahn. Ab um 1956 fanden Bauaktivitäten im Doventorviertel statt. Große, neue Straßenknoten bestimmten nun die Strukturen; nichts blieb wie es war. Die Straßenbahnlinie 10 fuhr noch bis 1964 über ihre alte Strecker mit der Haltestelle "Panzenberg" am gleichnamigen Platz.

Das dominierende Stadion am Panzenberg (Panzenbergstadion) wurde 1963 als Heimspielstätte des Bremer SV eröffnet. Es bietet 5.000 Plätze und steht auf den vormaligen städtebaulich kleiner strukturierten Flächen. Eine Gaststätte am Panzenberg dient den Vereinsmitgliedern. Der Spielplatz Utbremen bestimmte die weiteren westlichen Flächen des Quartiers.